# 이병태 (1937년)
이병태(李炳台, 1937년 2월 1일 ~ 2021년 7월 22일)는 육군 중장으로 전역한 대한민국의 정치인이었으며 대학 교수였다. 국가보훈처 처장 등을 거쳐 국방부 장관 직책을 지냈다.

## 주요 이력

### 경력
- 육군 중장 예편
- 국가보훈처 처장
- 제31대 국방부 장관
- 제7대 한국야구위원회(KBO) 총재
- 제21대 국가안전기획부 부장
- 신한국당 당무위원
- 한양대학교 초빙교수
- 숭실대학교 객원교수
- 동국대학교 겸임교수
- 국방대학교 겸임교수
- 고려대학교 겸임교수
- 연세대학교 초빙교수

### 학력
- 서울고등학교 졸업
- 육군사관학교 제17기 문학사(1961년)
- 육군보병학교 수료
- 국방대학교 행정학사
- 미국 웨스트 버지니아 대학교 대학원 행정학 석사
- 미국 터프츠 대학교 대학원 정치학 박사